# Фелсмир (Флорида)
Фелсмир (енгл. Fellsmere) град је у америчкој савезној држави Флорида. По попису становништва из 2010. у њему је живело 5.197 становника.

## Демографија
Према попису становништва из 2010. у граду је живело 5.197 становника, што је 1.384 (36,3%) становника више него 2000. године.
| Група             | 2000.         | 2010.         |
| Белци             | 739 (19,4%)   | 691 (13,3%)   |
| Афроамериканци    | 255 (6,7%)    | 279 (5,4%)    |
| Азијати           | 4 (0,1%)      | 5 (0,1%)      |
| Хиспаноамериканци | 2.790 (73,2%) | 4.215 (81,1%) |
| Укупно            | 3.813         | 5.197         |